# Alfredo Duvergel
Alfredo Duvergel est un boxeur cubain né le 2 avril 1968 à Guantánamo.

## Carrière
Aux Jeux olympiques d'été de 1996, il combat dans la catégorie des super-welters et remporte la médaille d'argent, battu en finale par David Reid. Il a également obtenu au cours de sa carrière amateur la médaille d'or aux championnats du monde de Budapest en 1997 ainsi qu'aux Jeux panaméricains de Mar del Plata en 1995.